# 托里 (犹他州)
托里（英文：Torrey），是美国犹他州韦恩县下属的一座城市。建市于 不明年份年，面积大约为0.51平方英里（1.3平方公里），海拔约为6,837英尺（2,084米）。根据2010年美国人口普查，该市有人口182人。